# Ungarisches Referendum über EU-Flüchtlingsquoten

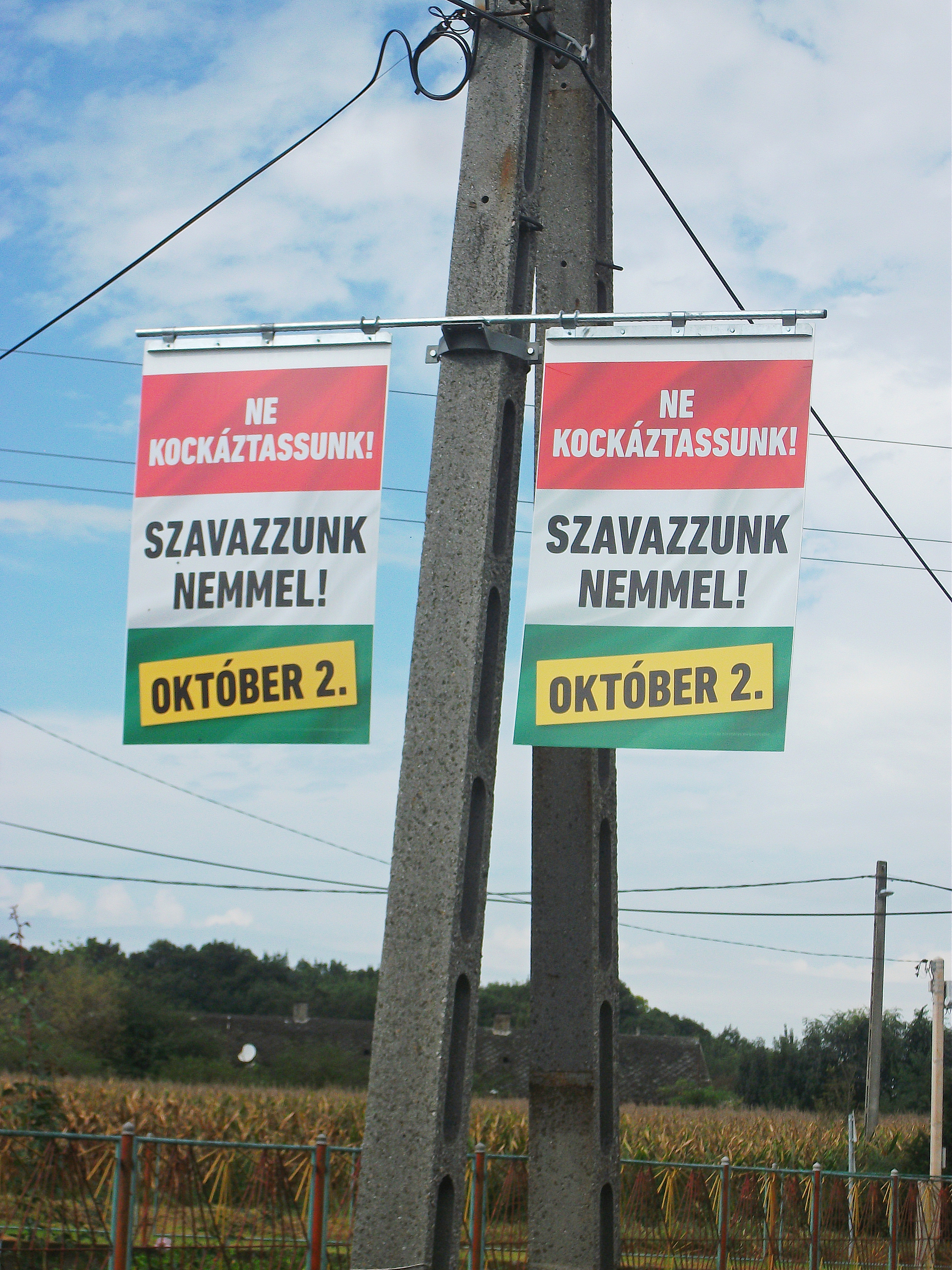
Poster der Regierung zum Referendum in Zichyújfalu

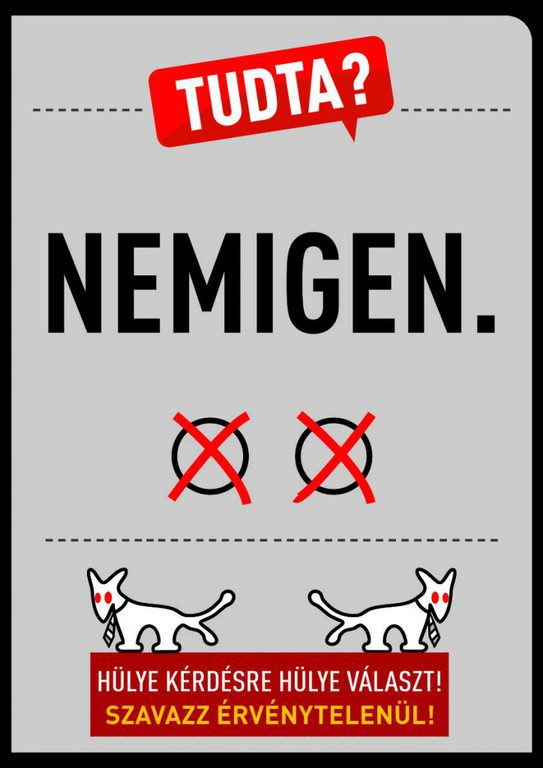
Plakat der Spaßpartei Zweischwänziger Hund (Magyar Kétfarkú Kutya Párt) mit der Aufforderung, sowohl ein Kreuz bei „Ja“ als auch bei „Nein“ und damit den Stimmzettel ungültig zu machen

Das Ungarische Referendum über EU-Flüchtlingsquoten war eine am 2. Oktober 2016 durchgeführte Volksabstimmung in Ungarn über die von der Europäischen Union geplante Verteilung von Flüchtlingen auf die EU-Staaten. Mehr als 98 % der Abstimmenden votierten mit „Nein“, d. h. gegen die EU-Flüchtlingspolitik. Allerdings betrug die Wahlbeteiligung nur 43,3 %, was unter dem erforderlichen Quorum von 50 % lag, womit die Abstimmung ungültig war. Der Großteil der ungarischen Opposition hatte zum Boykott des Referendums aufgerufen.

## Hintergrund
2015 hatte der EU-Ministerrat im Rahmen der Flüchtlingskrise in Europa ab 2015 gegen die Stimmen Ungarns, der Slowakei, Tschechiens und Rumäniens beschlossen, bis zu 160.000 Flüchtlinge innerhalb der EU zu verteilen. Ungarn sollte bei dieser ersten Verteilungsaktion gut 1.300 aufnehmen. Die ungarische Regierung (Kabinett Orbán III) reichte daraufhin im Dezember 2015 gegen diese Quotenregelung Klage beim Europäischen Gerichtshof (EuGH) ein und wollte nun im Rahmen des Referendums eine Entscheidung im Land herbeiführen. Die Klage Ungarns wurde später abgewiesen.

## Frage des Referendums
Die Wahlberechtigten waren aufgerufen, über folgende Frage mit Ja oder Nein abzustimmen: „Wollen Sie, dass die Europäische Union auch ohne die Zustimmung des Ungarischen Parlaments die verpflichtende Ansiedlung von nichtungarischen Staatsbürgern in Ungarn vorschreiben kann?“

## Standpunkte und Wahlempfehlungen der Parteien
In der folgenden Tabelle sind die Standpunkte samt Abstimmungsempfehlungen der größten ungarischen Parteien zusammengefasst. Die fett gedruckten Parteien waren am Tag der Abstimmung im Parlament vertreten.
| Wahl- empfehlung       | Politische Partei | Politische Partei                                                                 | Politische Orientierung      | Parteivorsitzender            | Beleg  |
| ---------------------- | ----------------- | --------------------------------------------------------------------------------- | ---------------------------- | ----------------------------- | ------ |
| Ja                     |                   | Magyar Liberális Párt (MLP)                                                       | Liberalismus                 | Gábor Fodor                   | [ 6 ]  |
| Nein                   |                   | Fidesz                                                                            | National-Konservativmus      | Viktor Orbán                  | [ 7 ]  |
| Nein                   |                   | Christlich-Demokratische Volkspartei (KDNP)                                       | Christdemokratie             | Zsolt Semjén                  | [ 7 ]  |
| Nein                   |                   | Jobbik                                                                            | rechtsextremer Nationalismus | Gábor Vona                    | [ 8 ]  |
| Nein                   |                   | Ungarische Arbeiterpartei (MMP)                                                   | Kommunismus                  | Gyula Thürmer                 | [ 9 ]  |
| Nein                   |                   | Unabhängige Partei der Kleinlandwirte, der Landarbeiter und des Bürgertums (FKgP) | Agrariertum                  | Péter Hegedüs                 | [ 10 ] |
| Nein                   |                   | Ungarische Wahrheits- und Lebenspartei (MIÉP)                                     | Nationalismus                | Zoltán Fenyvessy              | [ 11 ] |
| Boykott der Abstimmung |                   | Ungarische Sozialistische Partei (MSZP)                                           | Sozialdemokratie             | Gyula Molnár                  | [ 12 ] |
| Boykott der Abstimmung |                   | Demokratikus Koalíció (DK)                                                        | Sozialliberalismus           | Ferenc Gyurcsány              | [ 13 ] |
| Boykott der Abstimmung |                   | Együtt                                                                            | Sozialliberalismus           | Viktor Szigetvári             | [ 14 ] |
| Boykott der Abstimmung |                   | Dialog für Ungarn (PM)                                                            | Grüner Liberalismus          | Tímea Szabó Gergely Karácsony | [ 15 ] |
| Boykott der Abstimmung |                   | Die Heimatlandpartei (HN)                                                         | Sozial-Konservatismus        | Árpád Kásler                  | [ 16 ] |
| Boykott der Abstimmung |                   | Moderne Ungarische Bewegung (MoMa)                                                | Liberaler Konservatismus     | Lajos Bokros                  | [ 17 ] |
| Boykott der Abstimmung |                   | Arbeiterpartei Ungarns 2006                                                       | Marxismus                    | Attila Vajnai                 | [ 18 ] |
| Ungültige Stimmzettel  |                   | Partei des zweischwänzigen Hundes (MKKP)                                          | Spaßpartei                   | Gergely Kovács                | [ 19 ] |
| Neutral                |                   | Lehet Más a Politika (LMP)                                                        | Grüner Sozialismus           | Bernadett Szél Ákos Hadházy   | [ 20 ] |

## Internationale Reaktionen
Die Medien in den deutschsprachigen Ländern berichteten zum Großteil kritisch über das Referendum. Teilweise wurde auf die Situation der ungarischen Muslime eingegangen, die sich seit Jahren immer stärker von der ungarischen Gesellschaft ausgegrenzt fühlten. Andererseits gab es auch Berichte über einen humanen Umgang mit Flüchtlingen. Zur politischen Dimension des Votums der ungarischen Wähler hieß es im Vorfeld aus Brüssel, es werde „keinerlei Auswirkung auf die europäische Politik“ haben.
Nachdem die ungarischen Wahlleiter das Referendum für ungültig erklärten, sprach Alexander Graf Lambsdorff, deutscher Vizepräsident des Europäischen Parlaments, von einer „Ohrfeige“ für Viktor Orbán. Die Reaktionen weiterer Mandatsträger aus Brüssel klangen ähnlich.

## Ergebnis

Ergebnis der Abstimmung nach Komitaten (Prozentsatz an „Nein“-Stimmen)

Wahlbeteiligung nach Komitaten

Das vorläufige Endergebnis wurde am Wahltag gegen 23.15 Uhr durch die ungarische Wahlkommission bekanntgegeben. In keinem der Komitate wurde eine Wahlbeteiligung über 50 Prozent registriert, ebenso in keinem der 23 Budapester Stadtbezirke. 3.418.387 Stimmen waren gültig, was 41,32 % der Wahlberechtigten entsprach. In allen Komitaten ergaben sich hohe Mehrheiten von über 97 % der „Nein“-Wähler.
|                                 | Zahl      | Prozent           |
| ------------------------------- | --------- | ----------------- |
| Wahlberechtigte                 | 8.272.625 | 100,0 %           |
| Abstimmende                     | 3.646.334 | 44,08 %           |
| Formal ungültige Stimmdokumente | 3.329     | 0,09 %            |
| Formal gültige Stimmdokumente   | 3.643.005 | 99,91 % (44,04 %) |
| Ungültige Stimmzettel           | 224.668   | 6,17 %            |
| Gültige Stimmen                 | 3.418.387 | 93,83 % (41,32 %) |
| Ja-Stimmen                      | 56.163    | 1,64 %            |
| Nein-Stimmen                    | 3.362.224 | 98,36 % (40,64 %) |

## Nach der Abstimmung
Am Folgetag der Abstimmung erklärte ein Sprecher von Premierminister Viktor Orbán, dass das Ergebnis des Referendums „politisch und legal bindend“ sei. Bei einer Wahlbeteiligung von über 50 % wären Parlament und Regierung verfassungsmäßig gezwungen gewesen, die Wählerentscheidung umzusetzen. Da die Wahlbeteiligung unter 50 % läge, sei dies zwar nicht der Fall, aber man könne das Ergebnis trotzdem nicht ignorieren. Orbán forderte die Regierungen der anderen EU-Staaten auf, das Ergebnis der Abstimmung zur Kenntnis zu nehmen, und kündigte an, dass er die ungarische Verfassung ändern wolle, um das Wählervotum umzusetzen. Ferenc Gyurcsány, Parteiführer der oppositionellen Demokratikus Koalíció, sprach dagegen davon, dass die niedrige Wahlbeteiligung die fehlende Unterstützung der Mehrheit des Volkes für die Regierung zeige. Das sei gut so, weil die Migrationsfrage ein gesamteuropäisches Problem sei.
Später wurde Ungarn vom EuGH verurteilt, weil das Land mit seiner Ablehnung der Flüchtlingsverteilung Recht gebrochen hatte.